# United Airlines

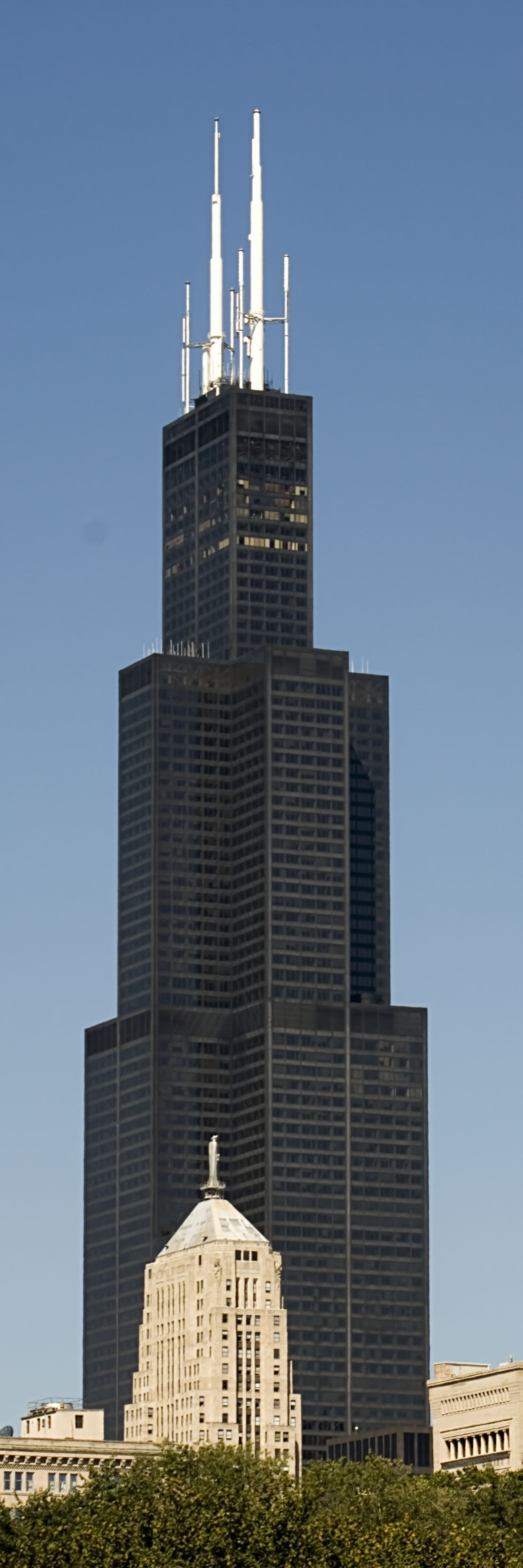
Willis Tower

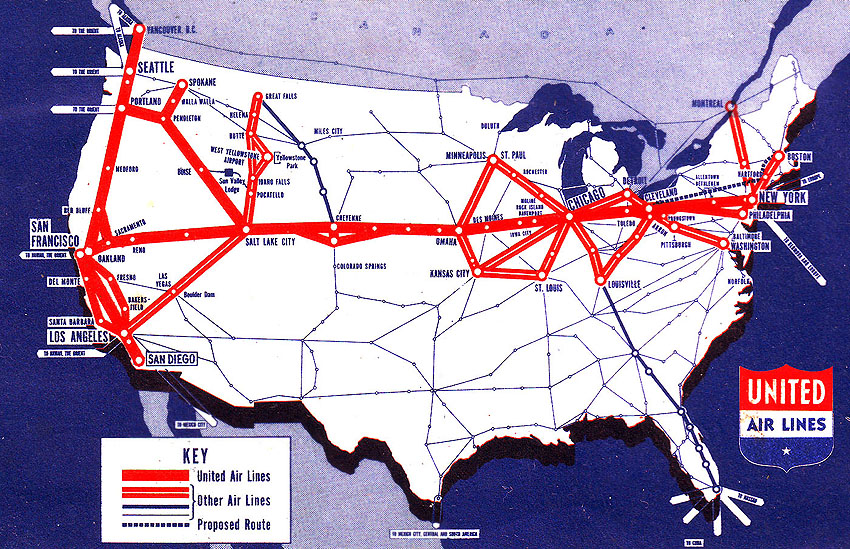
United Air Lines routekaart in 1940

United Airlines, vaak afgekort tot United, is een van de grote Amerikaanse luchtvaartmaatschappijen en lid van Star Alliance. Sinds 1 oktober 2010 is United Airlines gefuseerd met Continental Airlines tot één luchtvaartmaatschappij met de naam van United en het logo van Continental.
Het hoofdkantoor van United Airlines Holdings, Inc., het moederbedrijf van het nieuwe United Airlines, is gevestigd in de Willis Tower in Chicago.

## Geschiedenis

### Beginjaren
United Airlines is voortgekomen uit Varney Air Lines, het luchtpostbedrijf van luchtvaartpionier Walter Varney (1888-1967). Varney en zijn zakenpartner Louis Mueller waren in 1934 ook de oprichter van Varney Speed Lines, de voorloper van Continental Airlines. Het bedrijf begon op 6 april 1926 met het vervoer van post en was daarmee het eerste luchtvaartbedrijf dat een geregelde dienst uitvoerde.
In 1927 stichtte ook William Edward Boeing een eigen luchtvaartmaatschappij: Boeing Air Transport. Deze verwierf een contract voor het vervoer van post tussen San Francisco en Chicago. Boeing Air Transport nam diverse andere maatschappijen over, waaronder Varney Air Lines. In 1929 besloten Boeing en Pratt & Whitney te gaan fuseren en gingen ze verder onder de nieuwe naam United Aircraft and Transporation Corporation (UATC). De samenwerking was van korte duur; in 1934 werd de fusie ongedaan gemaakt. UATC splitste in drie delen: United Aircraft, het latere United Technologies Corporation, Boeing, de vliegtuigbouwer, en ten slotte de luchtvaartmaatschappij United Air Lines.
Na de Tweede Wereldoorlog kwam de groei van de luchtvaart in een stroomversnelling. In de jaren vijftig vervijfvoudigde het aantal passagierskilometers en deze hoge groei werd ook in de twee daaropvolgende decennia vastgehouden.
In 1961 gingen United en Capital Airlines samen en de combinatie werd de grootste luchtvaartmaatschappij van de Verenigde Staten. Bij een reorganisatie in 1968 werd UAL Corporation een houdstermaatschappij en United Airlines een volle dochteronderneming. Twee jaar later kocht UAL Corporation, Western International Hotels en hernoemde deze tot Westin Hotels. In de jaren zeventig leed het bedrijf door de moeilijke economische situatie hoge verliezen. De combinatie van een lage groei van het aantal passagiers en hoge olieprijzen als gevolg van de oliecrisis van 1973 kostte de onderneming veel geld. Verder werd in 1978 de Amerikaanse Airline Deregulation Act geïntroduceerd die leidde tot een forse toename van de concurrentie.
In 1985 nam United het Pacific-netwerk van PanAm over voor US$ 750 miljoen. Het kreeg met de aankoop de beschikking over de landingsrechten op de internationale luchthaven van Tokio, Narita International Airport. In 1988 werden onder druk van een slechte financiële situatie alle niet-luchtvaartgerelateerde activiteiten afgestoten. In 1991 nam United van PanAm de diensten over van en naar de Luchthaven Londen Heathrow.

### Chapter 11
Op 9 december 2002 vroeg United bescherming aan tegen de eisen van zijn schuldeisers onder hoofdstuk 11 (Chapter 11) van de Amerikaanse faillissementswet. Na een ongebruikelijk lange periode publiceerde de maatschappij op 7 september 2005 een herstructureringsplan. Als gevolg daarvan is de maatschappij op 1 februari 2006 uit de faillissementsbescherming gekomen.

### Fusie met Continental
United Airlines en Continental Airlines begonnen in februari 2008, in navolging de fusie van concurrenten Delta Air Lines en Northwest Airlines, aan gesprekken over een mogelijke fusie tussen beide partijen. Op 27 april 2008 werden de onderhandelingen echter afgebroken door Continental; de maatschappij besloot zelfstandig door te gaan, maar besloot ook om de luchtvaartalliantie SkyTeam te verruilen voor Uniteds Star Alliance.
In april 2008 kwam uit dat United Airlines wederom fusiegesprekken voerde, maar ditmaal met US Airways. In juni van datzelfde jaar tekenden Continental en United alsnog voor een samenwerking als voorbode voor een eventuele samenvoeging. Er werd voornamelijk op internationale routes, in technologie en met de frequent flyer-programma's samengewerkt. In de tussentijd ging Continental een "opzegtermijn" van negen maanden in van het lidmaatschap van SkyTeam en directe concurrenten Delta Air Lines en Northwest Airlines voltooiden hun fusie.
De media meldden in april 2010 dat een fusie van United en US Airways nabij zouden zijn. Op 22 april 2010 liet United echter weten dat het geen fusie zou aangaan met US Airways. Kort daarna, op 2 mei 2010, besloten de besturen van United en Continental tot een uitwisseling van aandelen, om zo te fuseren. De verbintenis werd een dag later bekendgemaakt. De nieuwe luchtvaartmaatschappij draagt de naam van United en het logo van Continental. De nieuwe CEO is voormalig CEO van Continental (Jeff Smisek), de voorzitter van de raad van bestuur is Glenn Tilton (voormalig CEO van UAL) en het hoofdkantoor blijft in Chicago. Door de fusie werd een kostenbesparing van ruim een miljard dollar per jaar verwacht.
Voordat de fusie daadwerkelijk beklonken kon worden, moest nog toestemming komen van de aandeelhouders, vakbonden en de mededingingsautoriteiten. Nadat deze in de loop van 2010 werden verkregen, kon de fusie op 1 oktober 2010 afgerond worden.

## Knooppunten
In Chicago heeft United haar grootste hub, O'Hare International Airport, waar het dagelijks meer dan 550 vertrekkende vluchten verwerkt. United heeft ook hubs op Houston George Bush Intercontinental Airport, New York Newark Liberty International Airport, Cleveland Hopkins International Airport, Denver International Airport, Washington Dulles International Airport, San Francisco International Airport en Los Angeles International Airport. De maatschappij heeft een uitgebreid binnenlands netwerk, en vliegt ook naar Europa, Azië, Australië, Zuid-Amerika en het Caraïbisch Gebied.
United Airlines vliegt onder meer dagelijks van Amsterdam en Brussel naar Chicago (O'Hare), Washington (Dulles), Houston (George Bush),  Newark (Liberty) en San Francisco.

## Vloot
In juli 2015 bestond de vloot uit:
| Vliegtuigtype     | In dienst | Orders | Stoelindeling                                           | Stoelindeling  | Stoelindeling | Stoelindeling | Stoelindeling                                                                         | Opmerkingen                                                                                              |  |
| Vliegtuigtype     | In dienst | Orders | United First (binnenlands) GlobalFirst (internationaal) | Business First | Economy Plus  | Economy       | Totaal                                                                                | Opmerkingen                                                                                              |  |
| ----------------- | --------- | ------ | ------------------------------------------------------- | -------------- | ------------- | ------------- | ------------------------------------------------------------------------------------- | --- |  |
| Airbus A319-100   | 67        | 34     | 8                                                       |                | 42            | 78            | 128                                                                                   | 14 toestellen zijn van China Southern Airlines overgekocht. Nieuwe toestellen worden geleased van AerCap |  |
| Airbus A320-200   | 99        | 60     | 12                                                      |                | 42            | 96            | 150                                                                                   | |  |
| Airbus A350-900   |           | 45     | n.n.b.                                                  | n.n.b.         | n.n.b.        | n.n.b.        | n.n.b.                                                                                | Leveringen beginnen 2018. Oorspronkelijke bestelling: 35 A350-1000                                       |  |
| Boeing 737-700    | 40        |        | 12                                                      |                | 40            | 66            | 118                                                                                   | |  |
| Boeing 737-700    | 40        | 12     |                                                         |                | 112           | 124           |                                                                                       | |  |
| Boeing 737-800    | 141       |        | 20                                                      |                | 18            | 114           | 152                                                                                   | |  |
| Boeing 737-800    | 141       | 16     |                                                         | 48             | 90            | 154           |                                                                                       | |  |
| Boeing 737-800    | 141       | 16     |                                                         | 54             | 96            | 166           |                                                                                       | |  |
| Boeing 737-800    | 141       | 16     |                                                         | 48             | 102           | 166           |                                                                                       | |  |
| Boeing 737-800    | 141       | 16     |                                                         | 42             | 108           | 166           |                                                                                       | |  |
| Boeing 737-800    | 141       | 14     |                                                         |                | 141           | 155           |                                                                                       | |  |
| Boeing 737-900    | 12        |        | 20                                                      |                | 51            | 96            | 167                                                                                   | |  |
| Boeing 737-900    | 12        | 20     |                                                         | 42             | 117           | 179           |                                                                                       | |  |
| Boeing 737-900ER  | 136       | —      | 20                                                      |                | 51            | 96            | 167                                                                                   | Leveringen zijn eind 2013 begonnen                                                                       |  |
| Boeing 737-900ER  | 136       | —      | 20                                                      |                | 42            | 117           | 179                                                                                   | Leveringen zijn eind 2013 begonnen                                                                       |  |
| Boeing 737-900ER  | 136       | —      | 20                                                      |                | 39            | 120           | 179                                                                                   | Leveringen zijn eind 2013 begonnen                                                                       |  |
| Boeing 737 MAX 9  | 6         | 55     | 20                                                      |                | 48            | 111           | 179                                                                                   | Leveringen beginnen 2018                                                                                 |  |
| Boeing 737 MAX 10 | —         | 100    | n.n.b.                                                  | n.n.b.         | n.n.b.        | n.n.b.        | n.n.b.                                                                                | |  |
| Boeing 757-200    | 56        |        | 24                                                      |                | 50            | 108           | 182                                                                                   | Oudere toestellen worden uitgefaseerd                                                                    |  |
| Boeing 757-200    | 56        |        | 16                                                      | 45             | 108           | 169           |                                                                                       | |  |
| Boeing 757-300    | 21        |        | 24                                                      |                | 55            | 134           | 213                                                                                   | Grootste gebruiker                                                                                       |  |
| Boeing 767-300ER  | 35        | 3      | 6                                                       | 26             | 71            | 80            | 183                                                                                   | |  |
| Boeing 767-300ER  | 35        | 3      |                                                         | 30             | 49            | 135           | 214                                                                                   | |  |
| Boeing 767-400ER  | 16        |        |                                                         | 39             | 70            | 133           | 242                                                                                   | |  |
| Boeing 777-200    | 19        |        | 32                                                      |                | 98            | 214           | 344                                                                                   | Launch customer, grootste gebruiker                                                                      |  |
| Boeing 777-200    | 19        | 8      | 40                                                      | 110            | 108           | 266           | Tien toestellen uit de internationale vloot worden omgebouwd voor binnenlands gebruik | |  |
| Boeing 777-200ER  | 55        |        | 8                                                       | 40             | 113           | 108           | 269                                                                                   | Grootste gebruiker                                                                                       |  |
| Boeing 777-200ER  | 55        |        | 50                                                      | 72             | 145           | 267           |                                                                                       | Grootste gebruiker                                                                                       |  |
| Boeing 777-300ER  | 17        | 1      | —                                                       | 60             | 102           | 204           | 366                                                                                   | Leveringen beginnen 2016                                                                                 |  |
| Boeing 787-8      | 12        |        |                                                         | 36             | 70            | 113           | 219                                                                                   | |  |
| Boeing 787-9      | 25        | 150    |                                                         | 48             | 88            | 116           | 252                                                                                   | |  |
| Boeing 787-10     |           | 14     | n.n.b.                                                  | n.n.b.         | n.n.b.        | n.n.b.        | n.n.b.                                                                                | Leveringen beginnen 2018                                                                                 |  |
| Boom Overture     |           | 50     | n.n.b.                                                  | n.n.b.         | n.n.b.        | n.n.b.        | n.n.b.                                                                                | Leveringen beginnen 2029                                                                                 |  |
| Heart ES-19       |           | 100    | n.n.b.                                                  | n.n.b.         | n.n.b.        | n.n.b.        | n.n.b.                                                                                | Leveringen beginnen rond 2026                                                                            |  |
| Totaal            | 757       | 610    |                                                         |                |               |               |                                                                                       | |  |

## Gewelddadige verwijdering passagier
United Airlines trok in april 2017 wereldwijd aandacht door met geweld een passagier uit een vliegtuig te verwijderen. Het vliegtuig was overboekt en er werd aan vier passagiers gevraagd om tegen betaling plaats te maken voor werknemers van een partnerluchtvaartmaatschappij. Een van hen weigerde en werd daarop met geweld uit het toestel weggesleept. De man, een Amerikaan van Aziatische afkomst, raakte tot bloedens toe gewond. Aanvankelijk gaf de CEO van United aan pal achter zijn personeel dat de actie had uitgevoerd te staan, maar later maakte hij excuses. Later werd een schikking getroffen met de passagier.